# جرج گاموف
جرج گاموف فیزیکدان تجربی روسی بود.
او واپاشی آلفا را به کمک تونل‌زنی کوانتومی توضیح داد و در زمینهٔ واپاشی رادیواکتیو هسته‌های اتمی،بسط نظریه مهبانگ و ژنتیک فعالیت داشت. همچنین او کتاب‌هایی به زبان ساده دربارهٔ فیزیک و ریاضیات نوشت.

## زندگی
او در ۴ مارس ۱۹۰۴ در اودسا در روسیه تزاری (در اوکراین کنونی) به‌دنیا آمد. او در خلال سال‌های ۱۹۲۳ تا ۱۹۲۹ در دانشگاه لنینگراد تحت نظر الکساندر فریدمان تحصیل کرد. در ۱۹۲۸ گاموف تئوری واپاشی آلفا در تونل‌زنی کوانتومی را حل کرد. او در ۱۹۳۴ به آمریکا مهاجرت کرد و از ۱۹۳۴ فعالیت خود را در دانشگاه جرج واشینگتن آغاز کرد، جایی که مقالاتی با همکاری ادوارد تلر، ماریو شنبرگ و رالف آلفر منتشر کرد.
در ۱ آوریل ۱۹۴۸ (میلادی) گاموف یک مقاله مهم در کیهانشناسی در مجله فیزیکال ریویو منتشر کرد که به تئوری آلفر-بته-گاموف معروف است. او در این مقاله تقریبی از تابش زمینه کیهانی زد.

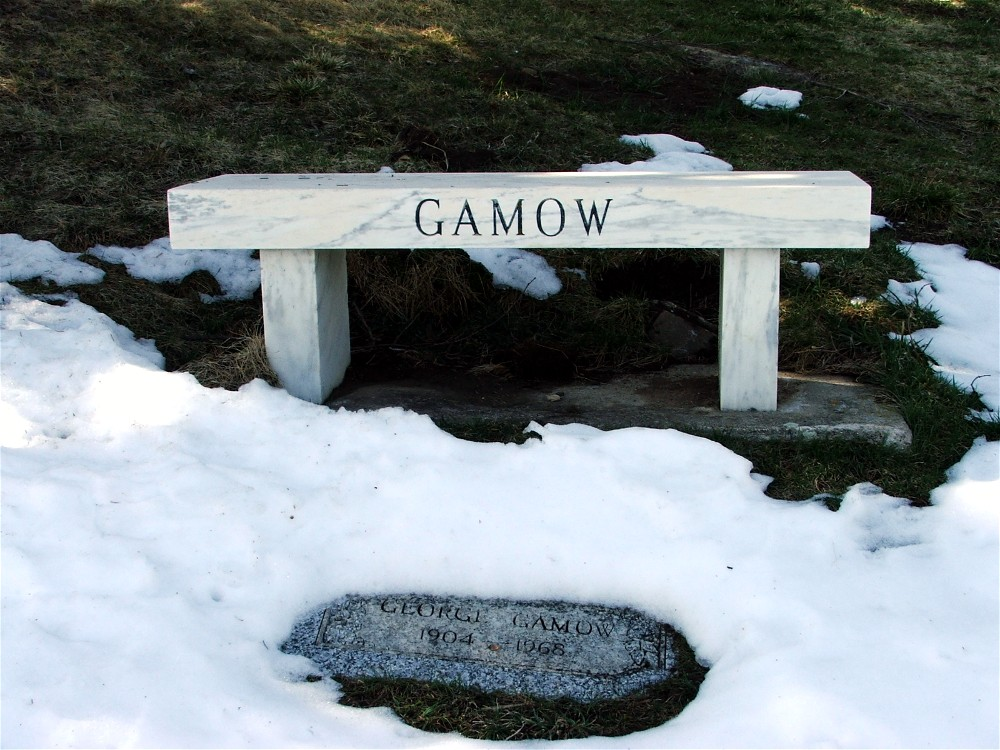

او تا ۱۹۵۴ در دانشگاه جرج واشینگتن ماند، سپس در ۱۹۵۴ فعالیتش را در دانشگاه برکلی کالیفرنیا آغاز کرد و از ۱۹۵۶ تا ۱۹۶۸ (پایان عمرش) در دانشگاه کلرادو ماند.

## مرگ
گاموف در ۱۹ اوت ۱۹۶۸ در سن ۶۴ سالگی در کلرادو درگذشت.

## آثار
- یک، دو، سه … بینهایت
- پیدایش و مرگ خورشید
- نظریه نسبیت
- سرگذشت زمین
- سی سالی که فیزیک را تکان داد